# Amara rotundiceps
Amara rotundiceps är en skalbaggsart som beskrevs av Thomas Casey. Amara rotundiceps ingår i släktet Amara och familjen jordlöpare. Inga underarter finns listade i Catalogue of Life.